# McLeansboro
McLeansboro è un comune degli Stati Uniti d'America, situato in Illinois, nella Contea di Hamilton, della quale è il capoluogo.